# Allen Toussaint

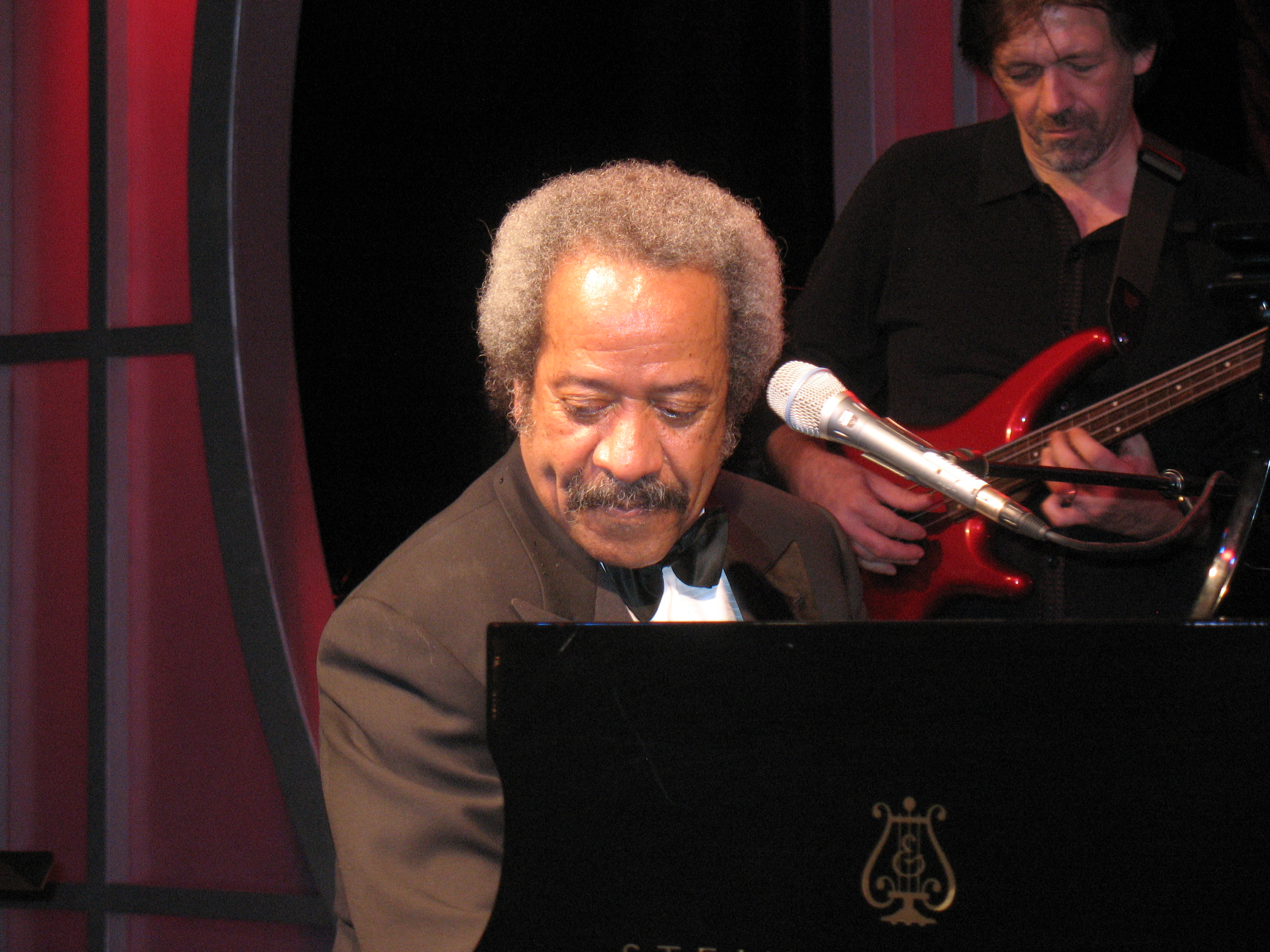
Allen Toussaint (2009)

Allen Toussaint (* 14. Januar 1938 in New Orleans, Louisiana; † 9. November 2015 in Madrid) war ein US-amerikanischer Musiker und einer der einflussreichsten Plattenproduzenten der 1960er Jahre in New Orleans. Als Pianospieler mit eigenem Stil arrangierte, produzierte und komponierte er große Hits für US-amerikanische Interpreten.

## Werdegang
Mit sieben Jahren spielte er, beeinflusst durch Professor Longhair, Klavier und gründete 1952 die Band Flamingos, zu der später Snooks Eaglin stieß. Dave Bartholomew holte ihn als Pianobegleitung insbesondere für die Fats-Domino-Aufnahmen von I Want You to Know (B-Seite von The Big Beat, Dezember 1957) und Young School Girl (August 1958). In dieser Zeit arrangierte er im Januar 1958 auch Lee Allens größten Hit Walkin’ With Mr. Lee.
Seine erste eigene Single entstand im Rahmen eines Talentwettbewerbs am 29. Januar 1958 als Al Tousan unter dem Titel Whirlaway / Happy Times (RCA #47-7192), aufgenommen in Cosimo Matassas berühmten Tonstudios in New Orleans. Beeindruckt durch seine Pianoarbeit ermunterte ihn Matassa zur Aufnahme weiterer Instrumentaltitel, die dann im Februar 1958 als Instrumentalalbum The Wild Sounds of New Orleans zusammengefasst wurden. Hierauf befand sich auch seine Komposition Java, später ein großer Instrumentalhit für Al Hirt (#4 Pop-Charts im Januar 1963). Das gesamte Album mit Unterstützung der Hausband Matassas (Alvin „Red“ Tyler – Baritonsaxophon, Frank Fields – Bass, Justin Adams und Roy Mantrell – Gitarre, Charles „Hungry“ Williams – Schlagzeug) reflektiert den fesselnden, authentischen damaligen Sound aus New Orleans. Trotz mäßiger Umsätze erlangte Toussaint durch das Album nationale Bekanntheit.

## Künstlerischer Direktor eines Plattenlabels

Ernie K-Doe – Mother-In-Law

Ab 1960 ging er zu dem gerade gegründeten Plattenlabel Minit Records, für das er produzierte, arrangierte, komponierte und auf dessen Plattenaufnahmen er oft auch als Begleitpianist zu hören ist. Zusammen mit Allen Orange brachte er unter dem Label Allen & Allen einige Platten selbst heraus. Bei Minit Records begann sein eigentlicher kreativer Durchbruch, als er an der Weiterentwicklung des „New Orleans-Sound“ zu einem leichteren, melodiöseren, manchmal etwas wehmütigen Stil, arbeitete. Er produzierte insbesondere im Mai 1960 Ooh Poo Pah Doo für Jessie Hill, schrieb den Millionenseller Mother-In-Law für Ernie K-Doe (April 1961) oder Benny Spellmans Fortune Teller / Lipstick Traces (On A Cigarette) (Juni 1962) unter seinem zweiten Pseudonym Naomi Neville. Für das Schwesterlabel Instant Records produzierte er Lee Dorseys Ya Ya (August 1961) oder Chris Kenners oft gecoverten Tanzsong Land of 1000 Dances (Juli 1963). Toussaints Einberufung zur Armee hinterließ bei Minit Records eine kreative Lücke, die durch seinen Ersatz Eddie Bo nicht geschlossen werden konnte. Das Plattenlabel verlor seine Marktstellung fast völlig und wurde an Imperial Records verkauft.

## Neubeginn
Als er im Januar 1963 zur Armee eingezogen wurde, litt hierunter seine Kreativität enorm. Während einiger Zusammentreffen mit seiner Hintergrundband Stokes, zu der auch der Schlagzeuger Billy Fayard gehörte, entstand in dienstfreier Zeit unter dem Pseudonym Naomi Neville Whipped Cream, von Herb Alpert im Februar 1965 gecovert und zu einem mittleren Hit gebracht. Nach seiner Entlassung aus der Armee im Jahre 1965 arbeitete er mit Marshall Sehorn zusammen, mit dem er eine Produktionsgesellschaft und das Plattenlabel Sansu Enterprises gründete. Hier wurde – neben Betty Harris, Earl King, Chris Kenner und Lou Johnson – auch Lee Dorsey unter Vertrag genommen. Kompositionen für Dorsey wie Ride Your Pony, das oft gecoverte Get Out of My Life Woman oder das unsterbliche Working in the Coal Mine stammten alle aus der Feder Toussaints. Ab 1966 engagierte Sansu als Hausband die Meters, die ab 1969 selbst den Status als Interpreten erhielten und von Toussaint produziert wurden. 1971 nahm Toussaint nach langer Zeit sein erstes Soloalbum auf, das schlicht mit Toussaint betitelt wurde. Mit Sehorn entstand dann in New Orleans 1972 das später berühmte Sea-Saint-Tonstudio in New Orleans.

Allen Toussaint – Whirlaway
Allen & Allen – Heavenly Baby
Lee Dorsey – Yes We Can
LaBelle – Lady Marmalade
Dr. John – Right Place Wrong Time

Toussaint produzierte die Titel Right Place Wrong Time für Dr. John (Album In The Right Place, März 1973) und den Nr. Eins-Funk-Hit Lady Marmalade für LaBelle (Dezember 1974). Die Pointer Sisters übernahmen im August 1973 Yes We Can Can als ihre erste Single (Original von Lee Dorsey vom August 1970). Den Titelsong aus Toussaints Soloalbum Southern Nights (Mai 1975) interpretierte Glen Campbell neu und machte daraus im Februar 1977 den millionenfach verkauften Country-Hit Southern Nights; Robert Palmer betitelte sein von den Meters begleitetes Album Sneakin’ Sally Through the Alley im Juni 1975 nach dem 1970 von Toussaint komponierten Song (Original wiederum von Lee Dorseys Album Yes We Can, 1970).
2009 erschien bei Nonesuch Toussaints Jazzalbum The Bright Mississippi, u. a. mit Nicholas Payton, Don Byron, Joshua Redman, Brad Mehldau und Marc Ribot; das Magazin Rolling Stone wählte das Album 2013 in seiner Liste Die 100 besten Jazz-Alben auf Platz 82. Sein letztes Album American Tunes (2016) besteht neben Aufnahmen, die er alleine zu Hause einspielte, aus einer mit Charles Lloyd, Bill Frisell, Greg Leisz, Jay Bellerose, David Piltch sowie Rhiannon Giddens und Van Dyke Parks hochkarätig besetzten Studiosession, die fünf Wochen vor seinem Tod stattfand.
Der Diskograf Tom Lord listet Toussaint im Bereich des Jazz und Rhythm and Blues von 1957 bis 2012 mit insgesamt 53 Aufnahmesessions, u. a. mit Alvin Tyler, Ramsey Lewis, Kip Hanrahan (Conjure: Music for the Texts of Ishmael Reed), Madeleine Peyroux und der Preservation Hall Jazz Band. Er arbeitete aber auch mit Paul Simon, Eric Clapton, Hugh Laurie und Solomon Burke.
Toussaint starb am 9. November 2015 im Alter von 77 Jahren während einer Europatournee, wenige Stunden nach einem Konzert im Madrider Teatro Lara. Seine Grabstätte befindet sich auf dem Mount Olivet Cemetery in New Orleans.

## Statistik
Für Allen Toussaint sind bei BMI insgesamt 818 Titel als Komponist registriert, davon erhielten sieben einen BMI-Award. Zwischen 1977 und 2013 wurde er sechsmal für einen Grammy nominiert, erhielt aber keinen.

## Auszeichnungen

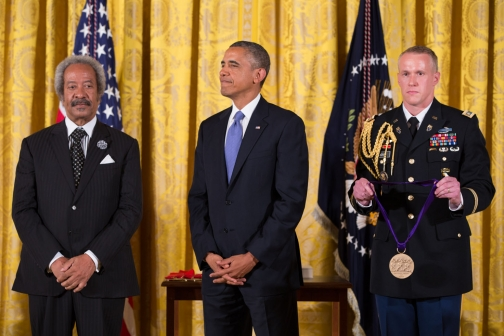
Allen Toussaint erhält die National Medal of Arts (2012)

- 1998: Mitglied der Rock and Roll Hall of Fame
- 2011: Mitglied der Songwriters Hall of Fame
- 2012: Mitglied der Blues Hall of Fame
- 2012: National Medal of Arts
- 2015: Rang 77 der 100 größten Songwriter aller Zeiten des Rolling Stone[11]

2021: Umbenennung des Robert E. Lee Boulevard, New Orleans, in Allen Toussaint Boulevard.

## Alben
- The Wild Sound of New Orleans (1958)
- From a Whisper to a Scream (1970)
- Toussaint (1971)
- Life, Love and Faith (1972)
- Southern Nights (1975)
- Motion (1978)
- The Allen Toussaint Collection (1991)
- The Wild Sound of New Orleans: The Complete ‘Tousan’ Sessions (1994)
- Connected (1996)
- A New Orleans Christmas (1997)
- A Taste of New Orleans (1999)
- Finger Poppin’ & Stompin’ Feet (2002)
- The Complete Warner Bros. Recordings (2005)
- I Believe to My Soul (2005)
- River in Reverse (mit Elvis Costello) (2006)
- The Bright Mississippi (2009)
- Songbook (2013)[13]
- American Tunes (2016)

### Nachruf
- Bewunderter Pianist aus New Orleans: Allen Toussaint ist tot, Spiegel Online, 10. November 2015.

### Musikbeispiele
- Lee Dorsey: Working in the Coal Mine auf YouTube
- Benny Spellman: Fortune Teller auf YouTube
- Allen Toussaint: Soul Sister auf YouTube
- Allen Toussaint: Everything I Do Gohn Be Funky auf YouTube
- Allen Toussaint: Southern Nights (BBC Archive) auf YouTube